# Den ubesejrede
Den ubesejrede (bengalsk: অপরাজিত Ôporajito ; distribueret internationalt som Aparajito) er en indisk bengalsk-sproget dramafilm fra 1956 skrevet og instrueret af Satyajit Ray, som den anden film i Apu-trilogien. Den er en filmatisering af den første halvdel af Bibhutibhushan Bannerjees roman Aparajito og begynder, hvor den forrige film Sangen om vejen (Pather Panchali, 1955) sluttede, hvor Apus familie flyttede til byen Varanasi, og fortæller om Apus liv fra barndom til ungdomsår på college.
Satyajit Ray havde ingen planer om at lave en efterfølger til Sangen om vejen, da han indspillede filmen, men filmens succes blandt kritikere og publikum fik ham imidlertid til at påbegynde arbejdet med Den ubesejrede. I modsætning til den første film, hvor Ray forblev tro mod romanens handling, afveg han i Den ubesejrede flere steder fra romanen, herunder i skildringen af forholdet mellem Apu og hans mor. Som følge heraf blev filmen ikke modtaget godt i Indien; Ray udtalte senere herom, at "publikum i forstæderne var chokerede over skildringen af mor og søn-forholdet, der er i skarp modstrid med den konventionelle forestilling om gensidig sødme og hengivenhed".
Modtagelsen af filmen uden for Indien var dog overvældende positiv. Filmen vandt 11 internationale priser, herunder Guldløven og kritikerprisen ved Filmfestivalen i Venedig, og blev den første film nogensinde, der vandt begge priser. Flere filmkritikere roste filmen Filmens succes fik Ray til at indspille endnu en film i trilogoen, Apus verden (Apur Sansar, 1959), der ligeledes modtog udbredt kritikerros, og som filmkritikeren Roger Ebert senere påpegede: "De tre film ... tog toppriserne i Cannes, Venedig og London og skabte en ny filmidentitet for Indien – hvis produktive filmindustri traditionelt havde holdt sig inden for de snævre rammer for mystiske musikalske romancer. Aldrig før havde én mand haft så afgørende indflydelse på hans kulturs film.".
Filmen modtog i 1967 Bodilprisen for Bedste ikke-europæiske film.

## Handling
Året er 1920, og Apu og hans forældre har forladt deres hjem i det landlige Bengalen og har slået sig ned i en lejlighed i Varanasi, hvor faren arbejder som præst. Faren får dog feber og dør, og hans kone Sarbajaya må tage arbejde som stuepige. Ved hjælp af en grandonkel vender Apu og hans mor tilbage til Bengalen og slår sig ned i landsbyen Mansapota. Der er Apu i lære som præst, men plager om at få lov til at gå på den lokale skole, hvilket moren giver ham tilladelse til. Apu er dygtig i skolen, og han modtager et stipendium til at tage til Kolkata for at studere videre. Moren føler sig forladt, men giver efter og pakker Apus kuffert. Apu tager toget til byen og tager arbejde på et trykkeri efter skoletid, for at tjene penge. Han bliver mere vant til bylivet og føler sig malplaceret i landsbyen. Moren forventer, at han besøger hende, men han kommer kun få gange, og hendes ensomhed og længsel efter sin søn vokser. Hun bliver alvorligt syg, men afslører ikke sin sygdom overfor Apu for ikke at forstyrre hans studier. Da det til sidst går op for Apu, at moren er alvorlig syg, vender han tilbage til landsbyen for at blot finde ud af, at hun er død. En onkel anmoder Apu om at bliver og udføre de sidste ritualer for moren. Apu svarer, at han vil udføre de sidste ritualer i Kolkata og rejser tilbage til byen.

## Medvirkende
- Pinaki Sengupta som Apurba "Apu" Roy (som dreng)
- Smaran Ghosal som Apu (som teenager/ung)
- Kanu Banerjee som Harihar Roy, Apus far
- Karuna Banerjee som Sarbajaya Roy, Apus mor
- Ramani Ranjan Sengupta som Bhabataran, morens onkel og Apus grandonkel
- Charu Prakash Ghosh som Nanda Babu
- Subodh Ganguly som skoleinspektør

## Referener
1. ↑  Robinson 2003, s. 94
2. ↑  Ray 2013, s. 63.
3. ↑  Ray 2013, s. 42.
4. ↑  Ray 2012, s. 168.
5. ↑  Das Gupta, Ranjan (2010). "I don't rank my films: Mrinal Sen". The Hindu. Hentet 20. september 2014.
6. ↑  Crowther, Bosley (29. april 1959). "The Screen: 'Aparajito'; Indian Movie Continues 'Pather Panchali' Story". The New York Times. Hentet 20. september 2014.
7. ↑  Ebert, Roger (4. marts 2001). "The Apu Trilogy". Hentet 24. september 2014.

## Eksterne links
- Den ubesejrede på YouTube
- Den ubesejrede på Internet Movie Database (engelsk)
- Den ubesejrede på Scope
- Den ubesejrede i Svensk Filmdatabas (svensk)
- Den ubesejrede på AlloCiné (fransk)
- Den ubesejrede på MovieMeter (nederlandsk)
- Den ubesejrede på AllMovie (engelsk)
- Den ubesejrede på Turner Classic Movies (engelsk)
- Den ubesejrede på The Movie Database (engelsk)
- Den ubesejrede på Rotten Tomatoes (engelsk)
- Den ubesejrede på Filmaffinity (engelsk)

| Priser                   | Priser                                           | Priser                          |
| ------------------------ | ------------------------------------------------ | ------------------------------- |
| Foregående: Pantelåneren | Bodilprisen for bedste ikke-europæiske film 1966 | Efterfølgende: Bonnie and Clyde |